# Molino de Viento (Trebujena)
El Molino de Viento de Trebujena se encuentra en las afueras de Trebujena, a espaldas del río Guadalquivir. Se trata de una construcción de inspiración árabe del siglo XVI que se sitúa en la cima del cerro de La Dehesa. Lo que el visitante puede ver son los restos de un molino de trigo cuya función era triturar el grano. Se ha podido conservar el edificio cubierto con aspas y eje que albergaba la maquinaria, formado por un cilindro de estuco. Anteriormente se encontraba recubierto por una cubierta móvil. 
El edificio consta de una triple arquería, bajo balconada, desde el que podemos entrar a un patio con dos plantas, con arquerías sobre columnas de mármol y fuente en el centro. En 1982, sobre el espacio que ocupaba las casas capitulares de 1982, se edificó el edificio. En 2017 el edificio consta de una planta circular y alzado cilíndrico sobre mampostería.
Su valor turístico reside en que desde el punto más alto del edificio podemos vislumbrar los movimientos migratorios de las aves al Parque Nacional Doñana, así como los meandros del río Guadalquivir.  